# خوانا مارتینز-نیل
خوانا مارتینز-نیل نویسنده و تصویرگر کتابِ کودکِ پرویی آمریکایی است. اولین کتاب او به عنوان نویسنده و تصویرگر، Alma and How She Got Her Name، به خوبی مورد توجه قرار گرفت و در نهایت برای این کتاب برنده جایزه Honor در سال 2019 شد.

## بیوگرافی
خوانا مارتینز-نیل در لیما، پرو بزرگ شد. او امیدوار بود که مانند پدر و پدربزرگش نقاش شود، زیرا حرفه تصویرگری در پرو رایج نبود. خوانا در اواسط 20 سالگی به ایالات متحده نقل مکان کرد. پس از بچه‌دار شدن، تصمیم گرفت نویسنده و تصویرگر کتاب‌های کودکان شود. او اکنون با شوهر و سه فرزندش در کنتیکت زندگی می‌کند.

## آثار

### به عنوان نویسنده و تصویرگر
- داستان آلما و چگونه نامش را به دست آورد، مطبوعات کندلویک، 2018 ISBN 978-0-7636-9355-8
- داستان جنگل بارانی زونیا، مطبوعات کندلویک، 2021 ISBN 978-1-5362-0845-0 [5] [۲]

### به عنوان تصویرگر
به عنوان تصویرگر
- La Madre Goose، نوشته سوزان میدلتون الیا، پاتنام، 2016 ISBN 978-0-399-25157-3
- La Princesa and the Pea، نوشته سوزان میدلتون الیا، پاتنم، 2017 ISBN 978-0-399-25156-6
- Babymoon، نوشته شده توسط Hayley Barrett، Candlewick Press، 2019 ISBN 978-0-763-68852-3
- نان سرخ کرده، نوشته کوین نوبل میلارد، انتشارات رورینگ بروک، 2019 ISBN 978-1-626-72746-5
- سواشبی و دریا، نوشته بت فری، هافتون میفلین هارکورت، 2020 ISBN 978-0-544-70737-5
- گوجه فرنگی برای نیل، نوشته پادما لاکشمی، کتاب های کودکان وایکینگ، 2021 ISBN 978-0-593-20270-8
- A Perfect Fit، نوشته شده توسط Mara Rockliff, Houghton Mifflin Harcourt, 2022 ISBN 978-0-358-12543-3
- من اهمیتی نمی دهم، نوشته جولی فوگلیانو، تصویرگری مولی آیدل و خوانا مارتینز-نیل، کتاب های نیل پورتر-خانه تعطیلات، 2022 [۳]